# John Adams (minissérie)
John Adams é uma minissérie estadunidense de 2008 que narra a maior parte da vida política do presidente John Adams e seu papel na fundação dos Estados Unidos. A minissérie foi dirigida por Tom Hooper e estrelada por Paul Giamatti no papel de Adams. Kirk Ellis escreveu o roteiro baseado no livro homônimo de David McCullough. 
Transmitido em sete episódios pela HBO entre 16 de março e 20 de abril de 2008, John Adams foi aclamada pela crítica e recebeu diversos prêmios, incluindo quatro Globos de Ouro e 13 Emmys, mais do que qualquer outra minissérie da história.

## Elenco
- Paul Giamatti como John Adams
- Laura Linney como Abigail Adams
- Stephen Dillane como Thomas Jefferson
- David Morse como George Washington
- Tom Wilkinson como Benjamin Franklin
- Rufus Sewell como Alexander Hamilton
- Justin Theroux como John Hancock
- Danny Huston como Samuel Adams
- Clancy O'Connor como Edward Rutledge
- Željko Ivanek como John Dickinson
- Ebon Moss-Bachrach como John Quincy Adams
- Sarah Polley como Abigail Adams Smith
- Andrew Scott como William S. Smith
- John Dossett como Benjamin Rush
- Mamie Gummer como Sally Smith Adams
- Caroline Corrie como  Louisa Adams
- Samuel Barnett como Thomas Adams
- Kevin Trainor como Charles Adams
- Tom Hollander como Rei George III
- Julian Firth como o Duque de Dorset
- Damien Jouillerot como Rei Louis XVI
- Guy Henry como Jonathan Sewall
- Brennan Brown como Robert Treat Paine
- Paul Fitzgerald como Richard Henry Lee
- Tom Beckett como Elbridge Gerry
- Del Pentecost como Henry Knox
- Tim Parati como Caesar Rodney
- John O'Creagh como Stephen Hopkins
- John Keating como Timothy Pickering
- Hugh O'Gorman como Thomas Pinckney
- Timmy Sherrill como Charles Lee
- Judith Magre como Madame Helvetius
- Jean-Hugues Anglade como Charles Gravier de Vergennes
- Jean Brassard como Charles Hector
- Pip Carter como Francis Dana
- Sean McKenzie como Edward Bancroft
- Derek Milman como Lieutenant James Barron
- Patrice Valota como Jean-Antoine Houdon
- Nicolas Vaude como Chevalier de la Luzerne
- Bertie Carvel como Lorde Carmarthen
- Alex Draper como Robert Livingston
- Cyril Descours como Edmond-Charles Genet
- Alan Cox como William Maclay
- Sean Mahan como Gen. Joseph Warren
- Eric Zuckerman como Thomas McKean
- Ed Jewett como James Duane
- Vincent Renart como Andrew Holmes
- Ritchie Coster como Caiptão Thomas Preston
- Lizan Mitchell como Sally Hemings
- Pamela Stewart como Patsy Jefferson
- Lucas N Hall como Comandante Oficial do Batalhão de infantaria de Nova York
- Steven Hinkle como John Quincy Adams, jovem
- Buzz Bovshow como John Trumbull

## Recepção
No Rotten Tomatoes, a série tem uma avaliação de 81% com base em 37 críticas, com uma média de 8,56/10. O consenso do site afirma: "Filmado com elegância e relativamente educacional, John Adams é uma adição valiosa ao gênero - embora seu elenco deixe algo a desejar".